# Liga Conferência Europa da UEFA de 2022–23
A Liga Conferência Europa da UEFA de 2022–23 (em inglês: 2022–23 UEFA Europa Conference League) foi a segunda edição da Liga Conferência Europa da UEFA, torneio organizado pela UEFA.
A final será disputada no Estádio Sinobo, em Praga, na República Tcheca, no dia 7 de junho de 2023. O vencedor West Ham se classificou automaticamente para a fase de grupos da Liga Europa da UEFA de 2023–24, ao vencer a equipe da Fiorentina na final por 2x1.

## Distribuição de vagas e qualificação
Um total de 181 equipas de 54 das 55 Federações filiadas na UEFA (excluindo a Rússia) participarão da edição 2022–23 da Liga Conferência Europa da UEFA. O ranking das federações é baseado no coeficiente do país e é usado para determinar o número de participantes de cada federação:
- Federações  1–5 qualificam uma equipa cada.
- Federações 6–15 (exceto a Rússia) e 51–55 qualificam duas equipas de cada.
- Federações 16–50 (exceto Liechtenstein) qualificam três equipas de cada.
- Liechtenstein tem uma equipa qualificada (Liechtenstein organiza apenas uma taça nacional e nenhuma liga nacional).
- Além disso, 19 equipas eliminadas da Liga dos Campeões da UEFA de 2022–23 e 25 equipas eliminadas da Liga Europa da UEFA de 2022–23 são transferidas para a Liga Conferência Europa.

### Ranking das associações
Para a edição de 2022–23, as federações foram colocadas segundo o coeficiente de cada país, o qual é determinado pela performance nas competições europeias entre as temporadas de 2016–17 a 2020–21.
Além da colocação baseada nos coeficientes de cada país, as federações podem ter equipas adicionais vindas de outras competições europeias, conforme indicado abaixo:
- (UCL) – Equipas adicionais transferidas da Liga dos Campeões da UEFA
- (UEL) – Equipas adicionais transferidas da Liga Europa da UEFA

| Pos. | Federações      | Coef.   | Equipes | Notas |
| ---- | --------------- | ------- | ------- | ----- |
| 1    | Inglaterra      | 100.569 | 1       |       |
| 2    | Espanha         | 97.855  | 1       |       |
| 3    | Itália          | 75.438  | 1       |       |
| 4    | Alemanha        | 73.570  | 1       |       |
| 5    | França          | 56.081  | 1       |       |
| 6    | Portugal        | 48.549  | 2       |       |
| 7    | Países Baixos   | 39.200  | 2       |       |
| 8    | Rússia          | 38.382  | 0       | [RUS] |
| 9    | Bélgica         | 36.500  | 2       |       |
| 10   | Áustria         | 35.825  | 2       |       |
| 11   | Escócia         | 33.375  | 2       |       |
| 12   | Ucrânia         | 33.100  | 2       |       |
| 13   | Turquia         | 30.100  | 2       |       |
| 14   | Dinamarca       | 27.875  | 2       |       |
| 15   | Chipre          | 27.750  | 2       |       |
| 16   | Sérvia          | 26.750  | 2       |       |
| 17   | República Checa | 26.600  | 2       |       |
| 18   | Croácia         | 26.275  | 3       |       |
| 19   | Suíça           | 26.225  | 3       |       |

| Pos. | Federações           | Coef.  | Equipes | Notas |
| ---- | -------------------- | ------ | ------- | ----- |
| 20   | Grécia               | 26.000 | 3       |       |
| 21   | Israel               | 24.375 | 3       |       |
| 22   | Noruega              | 21.000 | 3       |       |
| 23   | Suécia               | 20.500 | 3       |       |
| 24   | Bulgária             | 20.375 | 3       |       |
| 25   | Romênia              | 18.200 | 3       |       |
| 26   | Azerbaijão           | 16.875 | 3       |       |
| 27   | Cazaquistão          | 15.625 | 3       |       |
| 28   | Hungria              | 15.500 | 3       |       |
| 29   | Bielorrússia         | 15.250 | 3       |       |
| 30   | Polônia              | 15.125 | 3       |       |
| 31   | Eslovênia            | 14.250 | 3       |       |
| 32   | Eslováquia           | 13.625 | 3       |       |
| 33   | Liechtenstein        | 9.000  | 1       | [LIE] |
| 34   | Lituânia             | 8.750  | 3       |       |
| 35   | Luxemburgo           | 8.250  | 3       |       |
| 36   | Bósnia e Herzegovina | 8.000  | 3       |       |
| 37   | Irlanda              | 7.875  | 3       |       |

| Pos. | Federações         | Coef. | Equipes | Notas |
| ---- | ------------------ | ----- | ------- | ----- |
| 38   | Macedônia do Norte | 7.625 | 3       |       |
| 39   | Armênia            | 7.375 | 3       |       |
| 40   | Letônia            | 7.375 | 3       |       |
| 41   | Albânia            | 7.250 | 3       |       |
| 42   | Irlanda do Norte   | 6.958 | 3       |       |
| 43   | Geórgia            | 6.875 | 3       |       |
| 44   | Finlândia          | 6.875 | 3       |       |
| 45   | Moldávia           | 6.875 | 3       |       |
| 46   | Malta              | 6.375 | 3       |       |
| 47   | Ilhas Faroe        | 6.125 | 3       |       |
| 48   | Kosovo             | 5.833 | 3       |       |
| 49   | Gibraltar          | 5.666 | 3       |       |
| 50   | Montenegro         | 5.000 | 3       |       |
| 51   | País de Gales      | 5.000 | 2       |       |
| 52   | Islândia           | 4.875 | 2       |       |
| 53   | Estônia            | 4.750 | 2       |       |
| 54   | Andorra            | 3.331 | 2       |       |
| 55   | San Marino         | 1.166 | 2       |       |

Notas
- Liechtenstein (LIE): ^  As sete equipes afiliadas à Associação de Futebol de Liechtenstein (LFV) jogam no sistema de ligas de futebol suíço. A única competição organizada pela LFV é a Taça do Liechtenstein de futebol, cujo vencedor se qualifica para a Liga Conferência Europa.
- Rússia (RUS): ^  No dia 28 de fevereiro de 2022, os clubes e a seleção nacional da Rússia foram suspensos das competições da FIFA e UEFA devido à invasão da Ucrânia pela Rússia em 2022. No dia 2 de maio de 2022, a UEFA confirmou que as equies russas seriam excluídas da competições da UEFA de 2022–23.

#### Distribuição de vagas por fase
A seguir está a lista de acesso.
Na lista de acesso padrão, os vencedores da Liga Conferência da Europa apuram-se para a fase de grupos da Liga Europa. 
Devido à suspensão da Rússia para a temporada europeia de 2022-23, e uma vez que algumas alterações foram feitas na lista de acesso da Liga Europa após a qualificação do atual detetor do título da Liga da Conferência Europa para a fase de grupos da Liga Europa, foram feitas as seguintes alterações na lista de acesso:
- Os vencedores da taça das associações 16 (Sérvia) e 17 (República Checa) entram na Liga Europa em vez da segunda pré-eliminatória da Liga Conferência da Europa.
- Os vencedores das taças das associações 18 a 20 (Croácia, Suíça e Grécia) entram na terceira pré-eliminatória em vez da segunda pré-eliminatória.
- Os vencedores das taças nacionais das associações 30 a 41 (Polônia, Eslovênia, Eslováquia, Liechtenstein, Lituânia, Luxemburgo, Bósnia e Herzegovina, Irlanda, Macedônia do Norte, Armênia, Letônia e Albânia) entram na segunda pré-eliminatória em vez da primeira pré-eliminatória.

|                                        |                                        | Equipas que entram nesta fase | Equipas provenientes da fase anterior                                                                             | Equipas provenientes da Liga dos Campeões ou Liga Europa                                                                 |
| -------------------------------------- | -------------------------------------- | --- | --- | --- |
| Primeira pré-eliminatória (60 equipas) | Primeira pré-eliminatória (60 equipas) | - 14 vencedores da taça nacional das federações 42–55 - 25 vice-campeões das federações 30–55 (exceto Liechtenstein)[LIE] - 21 equipas que terminaram em 3º lugar do campeonato nacional das federações 29–50 (exceto Liechtenstein)[LIE] | | |
| Segunda pré-eliminatória (106 equipas) | Caminho dos Campeões (16 equipes)      | | | - 3 perdedores da fase preliminar da Liga dos Campeões - 13 perdedores da primeira pré-eliminatória da Liga dos Campeões |
| Segunda pré-eliminatória (106 equipas) | Caminho da liga (90 equipas)           | - 21 vencedores da copa nacional das associações 21–41 - 14 vice-campeões da liga nacional das associações 16–29 - 16 equipes que terminaram em 3º lugar a liga nacional das associações 13–28 - 9 equipes que terminaram em 4º lugar a liga nacional das associações 7–15 (exceto a Rússia)[RUS] - 1 equipe que terminou em 5º lugar a liga nacional da associação 6 | - 30 vencedores da primeira pré-eliminatória                                                                      | |
| Terceira pré-eliminatória (64 equipes) | Caminho dos Campeões (10 equipes)      | | - 8 vencedores da segunda pré-eliminatória (Caminho dos Campeões)                                                 | - 2 perdedores da primeira pré-eliminatória da Liga dos Campeões                                                         |
| Terceira pré-eliminatória (64 equipes) | Caminho da liga (54 equipes)           | - 3 vencedores da taça das associações 18-20 - 2 equipes que terminaram em 3º lugar a liga nacional na associação 9 - 4 equipe que terminou em 4º lugar a liga nacional das associações 7, 10, 11 e 12 | - 45 vencedores da segunda pré-eliminatória (Caminho da Liga)                                                     | |
| ronda Play-off (44 equipes)            | Caminho dos Campeões (10 equipes)      | | - 5 vencedores da terceira pré-eliminatória (Caminho dos Campeões)                                                | - 5 perdedores da terceira pré-eliminatória da Liga Europa (Caminho dos Campeões)                                        |
| ronda Play-off (44 equipes)            | Caminho da liga (34 equipes)           | - 1 equipe que terminou em 5º lugar a liga nacional da associação 5 - 4 equipes que terminaram em 6º lugar na liga nacional das associações 1–4 (vencedor da EFL Cup para a Inglaterra) | - 27 vencedores da terceira pré-eliminatória (Caminho da Liga)                                                    | - 2 perdedores da terceira pré-eliminatória da Liga Europa (Caminho da Liga)                                             |
| Fase de grupos (32 Equipes)            | Fase de grupos (32 Equipes)            | | - 5 vencedores da ronda do play-off (Caminho dos Campeões) - 17 vencedores da ronda do play-off (Caminho da Liga) | - 10 perdedores da ronda de play-off da Liga Europa                                                                      |
| 16 avos de final (16 times)            | 16 avos de final (16 times)            | | - 8 vice-campeões de grupo na fase de grupos                                                                      | - 8 equipes que terminaram em 3º lugar da fase de grupos da Liga Europa                                                  |
| Fase final (16 times)                  | Fase final (16 times)                  | | - 8 vencedores de grupos da fase de grupos - 8 vencedores dso Play-offs da fase final                             | |

## Equipes classificadas
Os rótulos entre parênteses mostram como cada equipe se classificou para o lugar de sua rodada inicial:
- CW: vencedores da taça ou copa
- 2º, 3º, 4º, 5º, 6º, etc.: posição da liga
- Abd-: Posição da equipe na liga foi abandonada por determinação da associação nacional; todas as equipes estão sujeitas à aprovação da UEFA.
- LC: vencedores da Taça da Liga
- RW: vencedores da temporada regular
- PW: vencedores dos "play-offs" das competições europeias de final de época
- UCL: Transferido da Liga dos Campeões
  - Q1: Perdedores da primeira pré-eliminatória
  - PR: Perdedores da fase preliminar (F: final; SF: semifinal)
- UEL: Transferido da Liga Europa
  - GS: Equipes de terceiros colocados da fase de grupos
  - PO: Perdedores da rodada do play-off
  - CH/LP Q3: Perdedores da terceira pré-eliminatória (Caminho dos Campeões/Caminho da Liga)

A segunda pré-eliminatória, terceira pré-eliminatória e a rodada de play-off foram divididas em Caminho dos Campeões e Caminho da Liga.
| 16 avos de final              | 16 avos de final                 | 16 avos de final             | 16 avos de final              |
| ----------------------------- | -------------------------------- | ---------------------------- | ----------------------------- |
| Bodø/Glimt(UEL GS)            | AEK Larnaca (UEL GS)             | Ludogorets (UEL GS)          | Braga (UEL GS)                |
| Sheriff Tiraspol (UEL GS)     | Lazio (UEL GS)                   | Qarabağ (UEL GS)             | Trabzonspor (UEL GS)          |
| Fase de Grupos                |                                  |                              |                               |
| Gent (UEL PO)                 | Austria Viena (UEL PO)           | Heart of Midlothian (UEL PO) | Dnipro-1 (UEL PO)             |
| Sivasspor (UEL PO)            | Silkeborg (UEL PO)               | Apollon Limassol (UEL PO)    | Žalgiris (UEL PO)             |
| Shamrock Rovers (UEL PO)      | Pyunik (UEL PO)                  |                              |                               |
| Play-off                      |                                  |                              |                               |
| Caminho dos Campeões          | Caminho dos Campeões             | Caminho da Liga              | Caminho da Liga               |
| Maribor (UEL CH Q3)           | Slovan Bratislava (UEL CH Q3)    | West Ham (7º)                | Villarreal (7º)               |
| F91 Dudelange (UEL CH Q3)     | Shkupi (UEL CH Q3)               | Fiorentina (7º)              | Köln (7º)                     |
| Linfield (UEL CH Q3)          |                                  | Nice (5º)                    | Partizan Belgrado (UEL LP Q3) |
|                               |                                  | Slovácko (UEL LP Q3)         |                               |
| Terceira pré-eliminatória     |                                  |                              |                               |
| Caminho dos Campeões          | Caminho dos Campeões             | Caminho da Liga              | Caminho da Liga               |
| Shakhtyor Salihorsk (UCL Q1)  | RFS (UCL Q1)                     | Gil Vicente (5º)             | Twente (4º)                   |
|                               |                                  | Anderlecht (3º)              | Wolfsberger (4º)              |
| Dundee United (4º)            | Zorya Luhansk (Abd-4º)[UKR]      |                              |                               |
| Hajduk Split (CW)             | Lugano (CW)                      |                              |                               |
| Panathinaikos (CW)            |                                  |                              |                               |
| Segunda pré-eliminatória      |                                  |                              |                               |
| Caminho dos Campeões          | Caminho dos Campeões             | Caminho da Liga              | Caminho da Liga               |
| Cluj (UCL Q1)                 | FK Sutjeska Nikšić (UCL Q1)      | Vitória de Guimarães (6º)    | AZ (PW)                       |
| Tirana (UCL Q1)               | Tobol (UCL Q1)                   | Antwerp (4º)                 | Rapid Viena (PW)              |
| Víkingur Reykjavík (UCL Q1)   | Ballkani (UCL Q1)                | Motherwell (5º)              | Vorskla Poltava (Abd-5º)[UKR] |
| KÍ Klaksvík (UCL Q1)          | The New Saints (UCL Q1)          | Konyaspor (3º)               | İstanbul Başakşehir (4º)      |
| Hibernians (UCL Q1)           | Lech Poznań (UCL Q1)             | Brøndby (4º)                 | Viborg (PW)                   |
| Lincoln Red Imps (UCL Q1)     | Zrinjski (UCL Q1)                | APOEL (3º)                   | Aris Limassol (4º)            |
| Dinamo Batumi(UCL Q1)         | Inter Club d'Escaldes (UCL PR F) | Čukarički (3º)               | Radnički Niš (4º)             |
| Levadia Tallinn (UCL PR SF)   | La Fiorita (UCL PR SF)           | Slavia Praga (2º)            | Sparta Praga (3º)             |
|                               |                                  |                              |                               |
| Osijek (3º)                   | Rijeka (4º)                      |                              |                               |
| Basel (2º)                    | Young Boys (3º)                  |                              |                               |
| PAOK (2º)                     | Aris Thessaloniki (3º)           |                              |                               |
| Hapoel Be'er Sheva (CW)       | Maccabi Tel Aviv (3º)            |                              |                               |
| Maccabi Netanya (4º)          | Molde (CW)                       |                              |                               |
| Viking (3º)                   | Lillestrøm (4º)                  |                              |                               |
| AIK (2º)                      | Djurgårdens (3º)                 |                              |                               |
| IF Elfsborg (4º)              | Levski Sofia (CW)                |                              |                               |
| CSKA Sófia (2º)               | Botev Plovdiv (PW)               |                              |                               |
| Sepsi OSK (CW)                | Steaua București (2º)            |                              |                               |
| Universitatea Craiova (PW)    | Neftçi (2º)                      |                              |                               |
| Zira (3º)                     | Gabala (4º)                      |                              |                               |
| Kairat (CW)                   | Astana (2º)                      |                              |                               |
| Kyzylzhar (4º)                | Kisvárda (2º)                    |                              |                               |
| Puskás Akadémia (3º)          | Fehérvár (4º)                    |                              |                               |
| Gomel (CW)                    | BATE Borisov (2º)                |                              |                               |
| Raków Częstochowa (CW)        | Koper (CW)                       |                              |                               |
| Spartak Trnava (CW)           | Vaduz (CW)[LIE]                  |                              |                               |
| Sūduva (2º)                   | Racing Luxembourg (CW)           |                              |                               |
| Velež Mostar (CW)             | St. Patrick’s Athletic (CW)      |                              |                               |
| Makedonija Gjorče Petrov (CW) | Ararat-Armenia (2º)[ARM]         |                              |                               |
| Valmieras (2º)                | Vllaznia (CW)                    |                              |                               |
| Primeira pré-eliminatória     |                                  |                              |                               |
| Dinamo Minsk (3º)             | Pogoń Szczecin (3º)              | Lechia Gdańsk (4º)           | Olimpija Ljubljana (3º)       |
| Mura (4º)                     | Ružomberok (2º)                  | DAC Dunajská Streda (PW)     | Kauno Žalgiris (3º)           |
| Panevėžys (4º)                | Déifferdeng 03 (2º)              | Fola Esch (3º)               | Tuzla City (2º)               |
| Borac Banja Luka (3º)         | Sligo Rovers (3º)                | Derry City (4º)              | Akademija Pandev (2º)         |
| FK Shkëndija (3º)             | Alashkert (3º)                   | Ararat Erevan (4º)[ARM]      | FK Liepāja (CW)               |
| Riga (4º)                     | Laçi (2º)                        | Partizani (3º)               | Crusaders (CW)                |
| Cliftonville (2º)             | Larne (PW)                       | Saburtalo Tbilisi (CW)       | Dinamo Tbilisi (2º)           |
| Dila Gori (3º)                | KuPS (CW)                        | SJK (3º)                     | Inter Turku (4º)              |
| Petrocub Hîncești (2º)        | Milsami Orhei (3º)               | Sfântul Gheorghe (4º)        | Floriana (CW)                 |
| Ħamrun Spartan (3º)           | Gżira United (4º)                | B36 Tórshavn (CW)            | HB Tórshavn (2º)              |
| Víkingur (3º)                 | KF Llapi (CW)                    | Drita (2º)                   | Gjilani (3º)                  |
| Europa (2º)                   | St Joseph's (3º)                 | Bruno's Magpies (4º)         | Budućnost Podgorica (CW)      |
| Dečić (3º)                    | Iskra (4º)                       | Bala Town (2º)               | Newtown (3º)                  |
| Breiðablik (2º)               | KR (3º)                          | Paide Linnameeskond (CW)     | Flora (2º)                    |
| Atlètic d'Escaldes (CW)       | UE Santa Coloma (2º)             | Tre Fiori (CW)               | Tre Penne (2º)                |

Notas
- Armênia (ARM): ^  O Noravank havia se classificado para a segunda pré-eliminatória da Liga da Conferência Europa como vencedor da Copa da Armênia de 2021-22, mas a equipe não conseguiu obter uma licença da UEFA. Como isso, a vaga reservada para a segunda pré-eliminatória foi passada para o segundo colocado da Premier League da Armênia de 2021-22, o Ararat-Armenia, que originalmente entraria na primeira pré-eliminatória, e a vaga reservada para a primeira pré-eliminatória foi passada para o quarto colocado do campeonato, o Ararat Yerevan.[3]
- Liechtenstein (LIE): ^  As sete equipes afiliadas à Associação de Futebol de Liechtenstein (LFV) jogam no sistema de ligas de futebol suíço. A única competição organizada pela LFV é a Taça do Liechtenstein de futebol, cujo vencedor se qualifica para a Liga Conferência Europa.
- Rússia (RUS): ^  No dia 28 de fevereiro de 2022, os clubes e a seleção nacional da Rússia foram suspensos das competições da FIFA e UEFA devido à invasão da Ucrânia pela Rússia em 2022.[4] No dia 2 de maio de 2022, a UEFA confirmou que as equies russas seriam excluídas da competições da UEFA de 2022–23.[5]
- Ucrânia (UKR): ^  A Ukrainian Premier League de 2021–22 foi encerrada devido à invasão da Ucrânia pela Rússia em 2022. Com isso, Zorya Luhansk e Vorskla Poltava, quarto e quinto colocados, respectivamente, no momento do encerramento do campeonato, foram selecionados pela Associação Ucraniana de Futebol para disputar a Liga Conferência Europa da UEFA de 2022–23.

## Calendário
Os jogos estão agendados para as quintas-feiras, exceto a final, que acontece na quarta-feira, embora excepcionalmente possam ocorrer às terças ou quartas-feiras devido a conflitos de agenda (especialmente com equipes de associações onde há poucos estádios aprovados, como Gibraltar e País de Gales). Os horários de início programados para a fase de grupos são são 18h45 e 21h CEST/CET, embora possa ocorrer, excepcionalmente, às 16h30 devido a razões geográficas.
Os sorteios das pré-eliminatórias começarão às 13h ou 14h CEST/CET e serão realizados na sede da UEFA em Nyon, na Suíça. O sorteio da fase de grupos será realizado em Istanbul, na Turquia.
| Fase           | Rodada                    | Data do sorteio         | Partida de ida                              | Partida de volta                            |
| -------------- | ------------------------- | ----------------------- | ------------------------------------------- | ------------------------------------------- |
| Qualificação   | Primeira pré-eliminatória | 14 de junho de 2022     | 7 de julho de 2022                          | 14 de julho de 2022                         |
| Qualificação   | Segunda pré-eliminatória  | 15 de junho de 2022     | 21 de julho de 2022                         | 28 de julho de 2022                         |
| Qualificação   | Terceira pré-eliminatória | 18 de julho de 2022     | 4 de agosto de 2022                         | 11 de agosto 2022                           |
| Qualificação   | Play-offs                 | 1 de agosto de 2022     | 18 de agosto de 2022                        | 25 de agosto de 2022                        |
| Fase de grupos | Primeira rodada           | 26 de agosto de 2022    | 8 de setembro de 2022                       | 8 de setembro de 2022                       |
| Fase de grupos | Segunda rodada            | 26 de agosto de 2022    | 15 de setembro de 2022                      | 15 de setembro de 2022                      |
| Fase de grupos | Terceira rodada           | 26 de agosto de 2022    | 6 de outubro de 2022                        | 6 de outubro de 2022                        |
| Fase de grupos | Quarta rodada             | 26 de agosto de 2022    | 13 de outubro de 2022                       | 13 de outubro de 2022                       |
| Fase de grupos | Quinta rodada             | 26 de agosto de 2022    | 27 de outubro de 2022                       | 27 de outubro de 2022                       |
| Fase de grupos | Sexta rodada              | 26 de agosto de 2022    | 3 de novembro de 2022                       | 3 de novembro de 2022                       |
| Fase final     | 16 avos de final          | 7 de novembro de 2022   | 16 de fevereiro de 2023                     | 23 de fevereiro de 2023                     |
| Fase final     | Oitavas de final          | 24 de fevereiro de 2023 | 9 de março de 2023                          | 16 de março de 2023                         |
| Fase final     | Quartas de final          | 17 de março de 2023     | 13 de abril de 2023                         | 20 de abril de 2023                         |
| Fase final     | Semi-final                | 17 de março de 2023     | 11 de maio de 2023                          | 18 de maio de 2023                          |
| Fase final     | Final                     | 17 de março de 2023     | 7 de junho de 2023 na Estádio Sinobo, Praga | 7 de junho de 2023 na Estádio Sinobo, Praga |

## Rodadas de qualificação

### Primeira pré-eliminatória
Um total de 60 equipes participarão da primeira pré-eliminatória.
O sorteio dessa fase foi realizado no dia 14 de junho de 2022. As partidas serão disputadas entre os dias 5 e 14 de julho de 2022.
| Equipe 1            | Total       | Equipe 2            | 1.º jogo | 2.º jogo |
| ------------------- | ----------- | ------------------- | -------- | -------- |
| Alashkert           | 2–4         | Ħamrun Spartan      | 1–0      | 1–4      |
| Lechia Gdańsk       | 6–2         | Akademija Pandev    | 4–1      | 2–1      |
| Inter Turku         | 1–3         | Drita               | 1–0      | 0–3      |
| Dinamo Tbilisi      | 4–4 (5–6 p) | Paide Linnameeskond | 2–3      | 2–1      |
| Panevėžys           | 0–2         | Milsami Orhei       | 0–0      | 0–2      |
| Laçi                | 1–0         | Iskra               | 0–0      | 1–0      |
| Gjilani             | 2–3[A]      | FK Liepāja          | 1–0      | 1–3      |
| Sfântul Gheorghe    | 2–4         | Mura                | 1–2      | 1–2      |
| KuPS                | 2–0         | Dila Gori           | 2–0      | 0–0      |
| Ružomberok          | 2–0         | Kauno Žalgiris      | 2–0      | 0–0      |
| Budućnost Podgorica | 4–2         | Llapi               | 2–0      | 2–2      |
| Gżira United        | 2–1 (pro)   | Atlètic d'Escaldes  | 1–1      | 1–0      |
| Borac Banja Luka    | 3–3 (3–4 p) | B36 Tórshavn        | 2–0      | 1–3      |
| Olimpija Ljubljana  | 3–2 (pro)   | Déifferdeng 03      | 1–1      | 2–1      |
| St Joseph's         | 1–0[A]      | Larne               | 0–0      | 1–0      |
| UE Santa Coloma     | 1–5[A]      | Breiðablik          | 0–1      | 1–4      |
| DAC Dunajská Streda | 5–1         | Cliftonville        | 2–1      | 3–0      |
| Víkingur            | 3–1         | Europa              | 1–0      | 2–1      |
| Bala Town           | 2–2 (3–4 p) | Sligo Rovers        | 1–2      | 1–0      |
| Fola Esch           | 1–4[A]      | Tre Fiori           | 0–1      | 1–3      |
| Dinamo Minsk        | 3–2         | Dečić               | 1–1      | 2–1      |
| Tre Penne           | 0–8         | Tuzla City          | 0–2      | 0–6      |
| Saburtalo Tbilisi   | 1–1 (5–4 p) | Partizani           | 0–1      | 1–0      |
| FK Shkëndija        | 4–2         | Ararat Erevan       | 2–0      | 2–2      |
| Floriana            | 0–1         | Petrocub Hîncești   | 0–0      | 0–1      |
| Pogoń Szczecin      | 4–2         | KR                  | 4–1      | 0–1      |
| HB Tórshavn         | 2–2 (2–4 p) | Newtown             | 1–0      | 1–2      |
| Bruno's Magpies     | 3–4         | Crusaders           | 2–1      | 1–3      |
| Flora               | 3–4 (pro)   | SJK                 | 1–0      | 2–4      |
| Derry City          | 0–4         | Riga                | 0–2      | 0–2      |

 A: ^  Ordem das partidas invertida após o sorteio original.

### Segunda pré-eliminatória
Um total de 106 equipas participarão na segunda pré-eliminatória.
O sorteio dessa fase foi realizado no dia 15 de junho de 2022. As partidas serão disputadas entre os dias 20 e 28 de julho de 2022.
| Equipe 1           | Total | Equipe 2              | 1.º jogo | 2.º jogo |
| ------------------ | ----- | --------------------- | -------- | -------- |
| La Fiorita         | 0–10  | Ballkani              | 0–4      | 0–6      |
| Víkingur Reykjavík | 2–0   | The New Saints        | 2–0      | 0–0      |
| FK Sutjeska Nikšić | 0–1   | KÍ Klaksvík           | 0–0      | 0–1      |
| Hibernians         | 4–3   | Levadia Tallinn       | 3–2      | 1–1      |
| Tirana             | 2–4   | Zrinjski              | 0–1      | 2–3      |
| Lech Poznań        | 6–1   | Dinamo Batumi         | 5–0      | 1–1      |
| Cluj               | 4–1   | Inter Club d'Escaldes | 3–0      | 1–1      |
| Tobol              | 3–0   | Lincoln Red Imps      | 2–0      | 1–0      |

| Equipe 1                 | Total        | Equipe 2              | 1.º jogo | 2.º jogo |
| ------------------------ | ------------ | --------------------- | -------- | -------- |
| Gżira United             | 5–5 (3–1 p)  | Radnički Niš          | 2–2      | 3–3      |
| Aris Thessaloniki        | 7–2[A]       | Gomel                 | 5–1      | 2–1      |
| Botev Plovdiv            | 0–2          | APOEL                 | 0–0      | 0–2      |
| Fehérvár                 | 5–3          | Gabala                | 4–1      | 1–2      |
| İstanbul Başakşehir      | 2–1          | Maccabi Netanya       | 1–1      | 1–0      |
| Aris Limassol            | 2–3          | Neftçi                | 2–0      | 0–3      |
| Velež Mostar             | 0–2          | Ħamrun Spartan        | 0–1      | 0–1      |
| Saburtalo Tbilisi        | 3–4          | Steaua București      | 1–0      | 2–4      |
| Makedonija Gjorče Petrov | 0–4[A]       | CSKA Sófia            | 0–0      | 0–4      |
| Hapoel Be'er Sheva       | 3–1          | Dinamo Minsk          | 2–1      | 1–0      |
| Zira                     | 0–3          | Maccabi Tel Aviv      | 0–3      | 0–0      |
| Vllaznia                 | 1–4          | Universitatea Craiova | 1–1      | 0–3      |
| Ararat-Armenia           | 0–0 (3–5 p)  | Paide Linnameeskond   | 0–0      | 0–0      |
| Kairat                   | 0–2          | Kisvárda              | 0–1      | 0–1      |
| BATE Borisov             | 0–5          | Konyaspor             | 0–3      | 0–2      |
| Sepsi OSK                | 3–3 (4–2 p)  | Olimpija Ljubljana    | 3–1      | 0–2      |
| Kyzylzhar                | 3–2          | Osijek                | 1–2      | 2–0      |
| FK Liepāja               | 0–4          | Young Boys            | 0–1      | 0–3      |
| Rapid Viena              | 2–1          | Lechia Gdańsk         | 0–0      | 2–1      |
| SJK                      | 2–6          | Lillestrøm            | 0–1      | 2–5      |
| Breiðablik               | 3–2          | Budućnost Podgorica   | 2–0      | 1–2      |
| St. Patrick’s Athletic   | 1–1 (6–5 p)  | Mura                  | 1–1      | 0–0      |
| St Joseph's              | 0–11         | Slavia Praga          | 0–4      | 0–7      |
| Spartak Trnava           | 6–2          | Newtown               | 4–1      | 2–1      |
| Sūduva                   | 0–2          | Viborg                | 0–1      | 0–1      |
| Víkingur                 | 0–4          | DAC Dunajská Streda   | 0–2      | 0–2      |
| Pogoń Szczecin           | 1–5          | Brøndby               | 1–1      | 0–4      |
| AZ                       | 5–0[A]       | Tuzla City            | 1–0      | 4–0      |
| Motherwell               | 0–3          | Sligo Rovers          | 0–1      | 0–2      |
| Molde                    | 6–2          | IF Elfsborg           | 4–1      | 2–1      |
| Koper                    | 1–2 (pro)    | Vaduz                 | 0–1      | 1–1      |
| B36 Tórshavn             | 1–0          | Tre Fiori             | 1–0      | 0–0      |
| Ružomberok               | 1–5          | Riga                  | 0–3      | 1–2      |
| Basel                    | 3–1          | Crusaders             | 2–0      | 1–1      |
| Antwerp                  | 2–0          | Drita                 | 0–0      | 2–0      |
| Petrocub Hîncești        | 4–1          | Laçi                  | 0–0      | 4–1      |
| Racing Luxembourg        | 1–8          | Čukarički             | 1–4      | 0–4      |
| Levski Sofia             | 3–1          | PAOK                  | 2–0      | 1–1      |
| Vitória de Guimarães     | 3–0          | Puskás Akadémia       | 3–0      | 0–0      |
| Rijeka                   | 1–4          | Djurgårdens           | 1–2      | 0–2      |
| Vorskla Poltava          | 3–4 (pro)[A] | AIK                   | 3–2      | 0–2      |
| Valmieras                | 2–5          | FK Shkëndija          | 1–2      | 1–3      |
| Raków Częstochowa        | 6–0          | Astana                | 5–0      | 1–0      |
| KuPS                     | 6–3          | Milsami Orhei         | 2–2      | 4–1      |
| Sparta Praga             | 1–2          | Viking                | 0–0      | 1–2      |

 A: ^  Ordem das partidas invertida após o sorteio original.

### Terceira pré-eliminatória
Um total de 64 equipas participarão na terceira pré-eliminatória.
O sorteio dessa fase foi realizado no dia 18 de julho de 2022. As partidas serão disputadas entre os dias 4 e 11 de agosto de 2022.
| Equipe 1            | Total       | Equipe 2    | 1.º jogo | 2.º jogo  |
| ------------------- | ----------- | ----------- | -------- | --------- |
| Víkingur Reykjavík  | 2−4         | Lech Poznań | 1–0      | 1–4 (pro) |
| RFS                 | 4−2         | Hibernians  | 1–1      | 3–1       |
| Ballkani            | 4−4 (4−3 p) | KÍ Klaksvík | 3–2      | 1–2 (pro) |
| Zrinjski            | 2–1         | Tobol       | 1–0      | 1–1       |
| Shakhtyor Salihorsk | 0−1         | Cluj        | 0–0      | 0–1       |

| Equipe 1            | Total          | Equipe 2               | 1.º jogo | 2.º jogo  |
| ------------------- | -------------- | ---------------------- | -------- | --------- |
| Spartak Trnava      | 0−3            | Raków Częstochowa      | 0–2      | 0–1       |
| KuPS                | 0−5            | Young Boys             | 0–2      | 0–3       |
| Brøndby             | 2−2 (1−3 p)    | Basel                  | 1–0      | 1–2 (pro) |
| AIK                 | 2−2 (3−2 p)    | FK Shkëndija           | 1–1      | 1–1 (pro) |
| Paide Linnameeskond | 0−5            | Anderlecht             | 0–2      | 0–3       |
| Lillestrøm          | 1−5            | Antwerp                | 1–3      | 0–2       |
| Viking              | 5−2            | Sligo Rovers           | 5–1      | 0–1       |
| Viborg              | 5–1            | B36 Tórshavn           | 3–0      | 2–1       |
| CSKA Sófia          | 2−1            | St. Patrick’s Athletic | 0–1      | 2–0       |
| Breiðablik          | 1−6            | İstanbul Başakşehir    | 1–3      | 0–3       |
| Hajduk Split        | 3–2            | Vitória de Guimarães   | 3–1      | 0–1       |
| Dundee United       | 1−7            | AZ                     | 1–0      | 0–7       |
| APOEL               | 1–0            | Kyzylzhar              | 1–0      | 0–0       |
| Molde               | 4−2            | Kisvárda               | 3–0      | 1–2       |
| Zorya Luhansk       | 1−3            | Universitatea Craiova  | 1–0      | 0–3       |
| DAC Dunajská Streda | 0−2            | Steaua București       | 0–1      | 0–1       |
| Neftçi              | 2−3            | Rapid Viena            | 2–1      | 0–2 (pro) |
| Vaduz               | 5−3            | Konyaspor              | 1–1      | 4–2       |
| Riga                | 1−5            | Gil Vicente            | 1–1      | 0–4       |
| Lugano              | 1−5            | Hapoel Be'er Sheva     | 0–2      | 1–3       |
| Sepsi OSK           | 2−6            | Djurgårdens            | 1–3      | 1–3       |
| Wolfsberger         | 4–0            | Gżira United           | 0–0      | 4–0       |
| Ħamrun Spartan      | 2−2 (4−1 p)[A] | Levski Sofia           | 0–1      | 2–1 (pro) |
| Fehérvár            | 7−1            | Petrocub Hîncești      | 5–0      | 2–1       |
| Maccabi Tel Aviv    | 3−2            | Aris Thessaloniki      | 2–0      | 1–2       |
| Čukarički           | 2−7[A]         | Twente                 | 1–3      | 1–4       |
| Slavia Praga        | 3−1            | Panathinaikos          | 2–0      | 1–1       |

 A: ^  Ordem das partidas invertida após o sorteio original.

## Rodada de Play-off
Um total de 44 equipes participarão na rodada de play-offs.
O sorteio dessa fase foi realizado no dia 2 de agosto de 2022. As partidas de ida serão disputadas nos dias 17 e 18 de agosto e a volta nos dias 13 e 25 de agosto de 2022.
| Equipe 1    | Total       | Equipe 2          | 1.º jogo | 2.º jogo  |
| ----------- | ----------- | ----------------- | -------- | --------- |
| Maribor     | 0–1         | Cluj              | 0–0      | 0–1       |
| RFS         | 3–3 (4−2 p) | Linfield          | 2–2      | 1–1 (pro) |
| Lech Poznań | 3–1         | F91 Dudelange     | 2–0      | 1–1       |
| Shkupi      | 1–3         | Ballkani          | 1–2      | 0–1       |
| Zrinjski    | 2–2 (5−6 p) | Slovan Bratislava | 1–0      | 1–2 (pro) |

| Equipe 1              | Total       | Equipe 2           | 1.º jogo | 2.º jogo |
| --------------------- | ----------- | ------------------ | -------- | -------- |
| CSKA Sófia            | 1–2         | Basel              | 1–0      | 0–2      |
| Vaduz                 | 2–1         | Rapid Viena        | 1–1      | 1–0      |
| Raków Częstochowa     | 2–3         | Slavia Praga       | 2–1      | 0–2      |
| Djurgårdens           | 5–3[A]      | APOEL              | 3–0      | 2–3      |
| Maccabi Tel Aviv      | 1–2         | Nice               | 1–0      | 0–2      |
| Universitatea Craiova | 2–2 (3−4 p) | Hapoel Be'er Sheva | 1–1      | 1–1      |
| İstanbul Başakşehir   | 4–2         | Antwerp            | 1–1      | 3–1      |
| Steaua București      | 4–3         | Viking             | 1–2      | 3–1      |
| Partizan              | 7–4         | Ħamrun Spartan     | 4–1      | 3–3      |
| Fiorentina            | 2–1         | Twente             | 2–1      | 0–0      |
| Villarreal            | 6–2         | Hajduk Split       | 4–2      | 2–0      |
| 1. FC Köln            | 4–2         | Fehérvár           | 1–2      | 3–0      |
| West Ham United       | 6–1         | Viborg             | 3–1      | 3–0      |
| Young Boys            | 1–1 (1−3 p) | Anderlecht         | 0–1      | 1–0      |
| Slovácko              | 4–0         | AIK                | 3–0      | 1–0      |
| Molde                 | 4–1         | Wolfsberger        | 0–1      | 4–0      |
| AZ                    | 6–1         | Gil Vicente        | 4–0      | 2–1      |

 A: ^  Ordem das partidas invertida após o sorteio original.

## Fase de Grupos
O sorteio da fase de grupos foi realizado em 26 de agosto de 2022. Para o sorteio, as equipes foram divididas em quatro potes, cada um com oito clubes, com base em seus coeficientes de clube da UEFA de 2022. Equipes da mesma federação e, devido à motivos políticos, equipes do Kosovo e da Sérvia, não podem ser sorteadas para um mesmo grupo.
Todas as equipes participantes, exceto por AZ, Basel, CFR Cluj, Gent, Partizan, Slavia Praga e Slovan Bratislava, que disputaram a fase de grupos do torneio na última temporada, farão suas estreias na fase de grupos da competição. Ballkani, Djurgårdens IF, Dnipro-1, Pyunik, RFS, Silkeborg, Slovácko, Vaduz e Žalgiris farão as suas estreias em fase de grupo de competições europeias. Ballkani, Vaduz e Žalgiris são as primeiras equipes do Kosovo, Liechtenstein e Lituânia, respectivamente, a disputar uma fase de grupos de uma competição europeia.
Um total de 28 federações nacionais estão representadas na fase de grupos. 9 clubes são campeões nacionais.

### Potes
| Pote 1              | Coef.  |
| ------------------- | ------ |
| Villarreal          | 78.000 |
| Basel               | 55.000 |
| Slavia Praha        | 52.000 |
| AZ Alkmaar          | 28.500 |
| Gent                | 27.500 |
| İstanbul Başakşehir | 25.000 |
| Partizan Belgrado   | 24.500 |
| West Ham            | 21.328 |

| Pote 2             | Coef.  |
| ------------------ | ------ |
| Cluj               | 19.500 |
| Molde              | 19.000 |
| Steaua Bucareste   | 17.500 |
| Fiorentina         | 15.380 |
| Köln               | 15.042 |
| Hapoel Be'er Sheva | 25.000 |
| Apollon Limassol   | 14.000 |
| Slovan Bratislava  | 13.000 |

| Pote 3              | Coef.  |
| ------------------- | ------ |
| Nice                | 12.016 |
| Anderlecht          | 11.500 |
| Žalgiris Vilnius    | 8.000  |
| Austria Viena       | 7.770  |
| Heart of Midlothian | 7.380  |
| Shamrock Rovers     | 7.000  |
| Sivasspor           | 6.500  |
| Vaduz               | 6.500  |

| Pote 4         | Coef. |
| -------------- | ----- |
| Dnipro-1       | 6.360 |
| Lech Poznań    | 6.000 |
| Slovácko       | 5.435 |
| Silkeborg      | 5.435 |
| Djurgårdens IF | 4.475 |
| Pyunik         | 4.250 |
| RFS            | 4.000 |
| Ballkani       | 1.633 |

### Grupos

#### Grupo A
| Pos | Equipe              | Pts | J | V | E | D | GP | GC | SG  | Classificado                               |  | IBS | FIO | HOM | RFS |
| --- | ------------------- | --- | - | - | - | - | -- | -- | --- | ------------------------------------------ |  | --- | --- | --- | --- |
| 1   | İstanbul Başakşehir | 13  | 6 | 4 | 1 | 1 | 14 | 13 | +1  | Classificado às oitavas de final           |  | —   | 3–0 | 3–1 | 3–0 |
| 2   | Fiorentina          | 13  | 6 | 4 | 1 | 1 | 14 | 6  | +8  | Classificado aos play-offs para fase final |  | 2–1 | —   | 5–1 | 1–1 |
| 3   | Heart of Midlothian | 6   | 6 | 2 | 0 | 4 | 0  | 16 | −16 | Eliminado                                  |  | 0–4 | 0–3 | —   | 2–1 |
| 4   | RFS                 | 2   | 6 | 0 | 2 | 4 | 2  | 11 | −9  | Eliminado                                  |  | 0–0 | 0–3 | 0–2 | —   |

1. 1 2  Empatado no confronto direto. Diferença de gols no confronto direto: İstanbul Başakşehir +2, Fiorentina −2.

#### Grupo B
| Pos | Equipe           | Pts | J | V | E | D | GP | GC | SG  | Classificado                               |  | WHU | AND | SIL | BUC |
| --- | ---------------- | --- | - | - | - | - | -- | -- | --- | ------------------------------------------ |  | --- | --- | --- | --- |
| 1   | West Ham         | 18  | 6 | 6 | 0 | 0 | 13 | 4  | +9  | Classificado às oitavas de final           |  | —   | 2–1 | 1–0 | 3–1 |
| 2   | Anderlecht       | 8   | 6 | 2 | 2 | 2 | 6  | 5  | +1  | Classificado aos play-offs para fase final |  | 0–1 | —   | 1–0 | 2–2 |
| 3   | Silkeborg        | 6   | 6 | 2 | 0 | 4 | 12 | 7  | +5  | Eliminado                                  |  | 2–3 | 0–2 | —   | 5–0 |
| 4   | Steaua Bucareste | 2   | 6 | 0 | 2 | 4 | 3  | 18 | −15 | Eliminado                                  |  | 0–3 | 0–0 | 0–5 | —   |

#### Grupo C
| Pos | Equipe             | Pts | J | V | E | D | GP | GC | SG  | Classificado                               |  | VIL | LCH | HBS | AW  |
| --- | ------------------ | --- | - | - | - | - | -- | -- | --- | ------------------------------------------ |  | --- | --- | --- | --- |
| 1   | Villarreal         | 13  | 6 | 4 | 1 | 1 | 14 | 9  | +5  | Classificado às oitavas de final           |  | —   | 4–3 | 2–2 | 5–0 |
| 2   | Lech Poznań        | 9   | 6 | 2 | 3 | 1 | 12 | 7  | +5  | Classificado aos play-offs para fase final |  | 3–0 | —   | 0–0 | 4–1 |
| 3   | Hapoel Be'er Sheva | 7   | 6 | 1 | 4 | 1 | 8  | 5  | +3  | Eliminado                                  |  | 1–2 | 1–1 | —   | 4–0 |
| 4   | Austria Viena      | 2   | 6 | 0 | 2 | 4 | 2  | 15 | −13 | Eliminado                                  |  | 0–1 | 1–1 | 0–0 | —   |

#### Grupo D
| Pos | Equipe            | Pts | J | V | E | D | GP | GC | SG | Classificado                               |  | NCE | PRT | KLN | SVK |
| --- | ----------------- | --- | - | - | - | - | -- | -- | -- | ------------------------------------------ |  | --- | --- | --- | --- |
| 1   | Nice              | 9   | 6 | 2 | 3 | 1 | 8  | 7  | +1 | Classificado às oitavas de final           |  | —   | 2–1 | 1–1 | 1–2 |
| 2   | Partizan Belgrado | 9   | 6 | 2 | 3 | 1 | 9  | 7  | +2 | Classificado aos play-offs para fase final |  | 1–1 | —   | 2–0 | 1–1 |
| 3   | Köln              | 8   | 6 | 2 | 2 | 2 | 8  | 8  | 0  | Eliminado                                  |  | 2–2 | 0–1 | —   | 4–2 |
| 4   | Slovácko          | 5   | 6 | 1 | 2 | 3 | 8  | 11 | −3 | Eliminado                                  |  | 0–1 | 3–3 | 0–1 | —   |

1. 1 2  Pontos de confronto direto: Nice 4, Partizan 1.

#### Grupo E
| Pos | Equipe           | Pts | J | V | E | D | GP | GC | SG | Classificado                               |  | AZ  | DNI | APL | VAD |
| --- | ---------------- | --- | - | - | - | - | -- | -- | -- | ------------------------------------------ |  | --- | --- | --- | --- |
| 1   | AZ Alkmaar       | 15  | 6 | 5 | 0 | 1 | 12 | 6  | +6 | Classificado às oitavas de final           |  | —   | 2–1 | 3–2 | 4–1 |
| 2   | Dnipro-1         | 10  | 6 | 3 | 1 | 2 | 9  | 7  | +2 | Classificado aos play-offs para fase final |  | 0–1 | —   | 1–0 | 2–2 |
| 3   | Apollon Limassol | 7   | 6 | 2 | 1 | 3 | 5  | 7  | −2 | Eliminado                                  |  | 1–0 | 1–3 | —   | 1–0 |
| 4   | Vaduz            | 2   | 6 | 0 | 2 | 4 | 5  | 11 | −6 | Eliminado                                  |  | 1–2 | 1–2 | 0–0 | —   |

#### Grupo F
| Pos | Equipe          | Pts | J | V | E | D | GP | GC | SG | Classificado                               |  | DJU | GNT | MOL | SHR |
| --- | --------------- | --- | - | - | - | - | -- | -- | -- | ------------------------------------------ |  | --- | --- | --- | --- |
| 1   | Djurgårdens     | 16  | 6 | 5 | 1 | 0 | 12 | 6  | +6 | Classificado às oitavas de final           |  | —   | 4–2 | 3–2 | 1–0 |
| 2   | Gent            | 8   | 6 | 2 | 2 | 2 | 10 | 6  | +4 | Classificado aos play-offs para fase final |  | 0–1 | —   | 4–0 | 3–0 |
| 3   | Molde           | 7   | 6 | 2 | 1 | 3 | 9  | 10 | −1 | Eliminado                                  |  | 2–3 | 0–0 | —   | 3–0 |
| 4   | Shamrock Rovers | 2   | 6 | 0 | 2 | 4 | 1  | 10 | −9 | Eliminado                                  |  | 0–0 | 1–1 | 0–2 | —   |

#### Grupo G
| Pos | Equipe       | Pts | J | V | E | D | GP | GC | SG | Classificado                               |  | SIV | CLJ | SLP | BLK |
| --- | ------------ | --- | - | - | - | - | -- | -- | -- | ------------------------------------------ |  | --- | --- | --- | --- |
| 1   | Sivasspor    | 11  | 6 | 3 | 2 | 1 | 11 | 7  | +4 | Classificado às oitavas de final           |  | —   | 3–0 | 1–1 | 3–4 |
| 2   | Cluj         | 10  | 6 | 3 | 1 | 2 | 5  | 5  | 0  | Classificado aos play-offs para fase final |  | 0–1 | —   | 2–0 | 1–0 |
| 3   | Slavia Praha | 8   | 6 | 2 | 2 | 2 | 6  | 7  | −1 | Eliminado                                  |  | 1–1 | 0–1 | —   | 3–2 |
| 4   | Ballkani     | 4   | 6 | 1 | 1 | 4 | 8  | 11 | −3 | Eliminado                                  |  | 1–2 | 1–1 | 0–1 | —   |

#### Grupo H
| Pos | Equipe            | Pts | J | V | E | D | GP | GC | SG | Classificado                               |  | SLO | BSL | PYU | ZAL |
| --- | ----------------- | --- | - | - | - | - | -- | -- | -- | ------------------------------------------ |  | --- | --- | --- | --- |
| 1   | Slovan Bratislava | 11  | 6 | 3 | 2 | 1 | 9  | 7  | +2 | Classificado às oitavas de final           |  | —   | 3–3 | 2–1 | 0–0 |
| 2   | Basel             | 11  | 6 | 3 | 2 | 1 | 11 | 9  | +2 | Classificado aos play-offs para fase final |  | 0–2 | —   | 3–1 | 2–2 |
| 3   | Pyunik            | 6   | 6 | 2 | 0 | 4 | 8  | 9  | −1 | Eliminado                                  |  | 2–0 | 1–2 | —   | 2–0 |
| 4   | Žalgiris Vilnius  | 5   | 6 | 1 | 2 | 3 | 5  | 8  | −3 | Eliminado                                  |  | 1–2 | 0–1 | 2–1 | —   |

1. 1 2  Pontos de confronto direto: Slovan Bratislava 4, Basel 1.

## Fase Final

### Equipes classificadas
| Grupo | Líderes de grupo (Oitavas de Final) | Vice-líderes de grupo (Play-offs) | 3º lugar dos grupos da Liga Europa (Play-offs) |
| ----- | ----------------------------------- | --------------------------------- | ---------------------------------------------- |
| A     | İstanbul Başakşehir                 | Fiorentina                        | FK Bodø/Glimt                                  |
| B     | West Ham                            | Anderlecht                        | AEK Larnaca                                    |
| C     | Villarreal                          | Lech Poznań                       | Ludogorets                                     |
| D     | Nice                                | Partizan Belgrado                 | Braga                                          |
| E     | AZ Alkmaar                          | Dnipro-1                          | Sheriff Tiraspol                               |
| F     | Djurgårdens IF                      | Gent                              | Lazio                                          |
| G     | Sivasspor                           | Cluj                              | Qarabağ                                        |
| H     | Slovan Bratislava                   | Basel                             | Trabzonspor                                    |

### Play-offs
| Equipe 1           | Total       | Equipe 2          | 1.º jogo | 2.º jogo |
| ------------------ | ----------- | ----------------- | -------- | -------- |
| Qarabağ            | 1–1 (3–5 p) | Gent              | 1–0      | 0–1      |
| Trabzonspor        | 1–2         | Basel             | 1–0      | 0–2      |
| Lazio              | 1–0         | Cluj              | 1–0      | 0–0      |
| FK Bodø/Glimt      | 0–1         | Lech Poznań       | 0–0      | 0–1      |
| Braga              | 2–7         | Fiorentina        | 0–4      | 2–3      |
| AEK Larnaca        | 1–0         | Dnipro-1          | 1–0      | 0–0      |
| Sheriff Tiraspol   | 3–2         | Partizan Belgrado | 0–1      | 3–1      |
| Ludogorets Razgrad | 2–2 (0–3 p) | Anderlecht        | 1–0      | 1–2      |

### Esquema
|  | Oitavas de final    | Oitavas de final | Oitavas de final | Oitavas de final |       |             | Quartas de final | Quartas de final | Quartas de final | Quartas de final |  |            | Semifinais      | Semifinais      | Semifinais      | Semifinais      |            |   | Final      | Final      |
|  | 9 e 16 de março     | 9 e 16 de março  | 9 e 16 de março  | 9 e 16 de março  |       |             | 13 e 20 de abril | 13 e 20 de abril | 13 e 20 de abril | 13 e 20 de abril |  |            | 11 e 18 de maio | 11 e 18 de maio | 11 e 18 de maio | 11 e 18 de maio |            |   | 7 de junho | 7 de junho |
|  |                     |                  |                  |                  |       |             |                  |                  |                  |                  |  |            |                 |                 |                 |                 |            |   |            |            |
|  | Lech Poznań         | 2                | 3                | 5                |       |             |                  |                  |                  |                  |  |            |                 |                 |                 |                 |            |   |            |            |
|  | Djurgårdens IF      | 0                | 0                | 0                |       |             |                  |                  |                  |                  |  |            |                 |                 |                 |                 |            |   |            |            |
|  | Djurgårdens IF      | 0                | 0                | 0                |       | Lech Poznań | 1                | 3                | 4                |                  |  |            |                 |                 |                 |                 |            |   |            |            |
|  |                     |                  |                  |                  |       | Lech Poznań | 1                | 3                | 4                |                  |  |            |                 |                 |                 |                 |            |   |            |            |
|  |                     | Fiorentina       | 4                | 2                | 6     |             |                  |                  |                  |                  |  |            |                 |                 |                 |                 |            |   |            |            |
|  | Fiorentina          | Fiorentina       | 4                | 2                | 6     | 1           | 4                | 5                |                  |                  |  |            |                 |                 |                 |                 |            |   |            |            |
|  | Fiorentina          |                  |                  |                  |       | 1           | 4                | 5                |                  |                  |  |            |                 |                 |                 |                 |            |   |            |            |
|  | Sivasspor           | 0                | 1                | 1                |       |             |                  |                  |                  |                  |  |            |                 |                 |                 |                 |            |   |            |            |
|  | Sivasspor           | 0                | 1                | 1                |       |             |                  |                  |                  |                  |  | Fiorentina | 1               | 3               | 4               |                 |            |   |            |            |
|  |                     |                  |                  |                  |       |             |                  |                  |                  |                  |  | Fiorentina | 1               | 3               | 4               |                 |            |   |            |            |
|  |                     | Basel            | 2                | 1                | 3     |             |                  |                  |                  |                  |  |            |                 |                 |                 |                 |            |   |            |            |
|  | Basel               | Basel            | 2                | 1                | 3     | 2           | 2                | 4 (4)            |                  |                  |  |            |                 |                 |                 |                 |            |   |            |            |
|  | Basel               |                  |                  |                  |       | 2           | 2                | 4 (4)            |                  |                  |  |            |                 |                 |                 |                 |            |   |            |            |
|  | Slovan Bratislava   | 2                | 2                | 4 (1)            |       |             |                  |                  |                  |                  |  |            |                 |                 |                 |                 |            |   |            |            |
|  | Slovan Bratislava   | 2                | 2                | 4 (1)            |       | Basel       | 2                | 2                | 4                |                  |  |            |                 |                 |                 |                 |            |   |            |            |
|  |                     |                  |                  |                  |       | Basel       | 2                | 2                | 4                |                  |  |            |                 |                 |                 |                 |            |   |            |            |
|  |                     | Nice             | 2                | 1                | 3     |             |                  |                  |                  |                  |  |            |                 |                 |                 |                 |            |   |            |            |
|  | Sheriff Tiraspol    | Nice             | 2                | 1                | 3     | 0           | 1                | 1                |                  |                  |  |            |                 |                 |                 |                 |            |   |            |            |
|  | Sheriff Tiraspol    |                  |                  |                  |       | 0           | 1                | 1                |                  |                  |  |            |                 |                 |                 |                 |            |   |            |            |
|  | Nice                | 1                | 3                | 4                |       |             |                  |                  |                  |                  |  |            |                 |                 |                 |                 |            |   |            |            |
|  | Nice                | 1                | 3                | 4                |       |             |                  |                  |                  |                  |  |            |                 |                 |                 |                 | Fiorentina | 1 |            |            |
|  |                     |                  |                  |                  |       |             |                  |                  |                  |                  |  |            |                 |                 |                 |                 |            | 1 |            |            |
|  |                     | West Ham         | 2                |                  |       |             |                  |                  |                  |                  |  |            |                 |                 |                 |                 |            |   |            |            |
|  | Gent                | West Ham         | 2                | 1                | 4     | 5           |                  |                  |                  |                  |  |            |                 |                 |                 |                 |            |   |            |            |
|  | Gent                |                  |                  | 1                | 4     | 5           |                  |                  |                  |                  |  |            |                 |                 |                 |                 |            |   |            |            |
|  | İstanbul Başakşehir | 1                | 1                | 2                |       |             |                  |                  |                  |                  |  |            |                 |                 |                 |                 |            |   |            |            |
|  | İstanbul Başakşehir | 1                | 1                | 2                |       | Gent        | 1                | 1                | 2                |                  |  |            |                 |                 |                 |                 |            |   |            |            |
|  |                     |                  |                  |                  |       | Gent        | 1                | 1                | 2                |                  |  |            |                 |                 |                 |                 |            |   |            |            |
|  |                     | West Ham         | 1                | 4                | 5     |             |                  |                  |                  |                  |  |            |                 |                 |                 |                 |            |   |            |            |
|  | AEK Larnaca         | West Ham         | 1                | 4                | 5     | 0           | 0                | 0                |                  |                  |  |            |                 |                 |                 |                 |            |   |            |            |
|  | AEK Larnaca         |                  |                  |                  |       | 0           | 0                | 0                |                  |                  |  |            |                 |                 |                 |                 |            |   |            |            |
|  | West Ham            | 2                | 4                | 6                |       |             |                  |                  |                  |                  |  |            |                 |                 |                 |                 |            |   |            |            |
|  | West Ham            | 2                | 4                | 6                |       |             |                  |                  |                  |                  |  | West Ham   | 2               | 1               | 3               |                 |            |   |            |            |
|  |                     |                  |                  |                  |       |             |                  |                  |                  |                  |  | West Ham   | 2               | 1               | 3               |                 |            |   |            |            |
|  |                     | AZ Alkmaar       | 1                | 0                | 1     |             |                  |                  |                  |                  |  |            |                 |                 |                 |                 |            |   |            |            |
|  | Anderlecht          | AZ Alkmaar       | 1                | 0                | 1     | 1           | 1                | 2                |                  |                  |  |            |                 |                 |                 |                 |            |   |            |            |
|  | Anderlecht          |                  |                  |                  |       | 1           | 1                | 2                |                  |                  |  |            |                 |                 |                 |                 |            |   |            |            |
|  | Villarreal          | 1                | 0                | 1                |       |             |                  |                  |                  |                  |  |            |                 |                 |                 |                 |            |   |            |            |
|  | Villarreal          | 1                | 0                | 1                |       | Anderlecht  | 2                | 0                | 2 (1)            |                  |  |            |                 |                 |                 |                 |            |   |            |            |
|  |                     |                  |                  |                  |       | Anderlecht  | 2                | 0                | 2 (1)            |                  |  |            |                 |                 |                 |                 |            |   |            |            |
|  |                     | AZ Alkmaar       | 0                | 2                | 2 (4) |             |                  |                  |                  |                  |  |            |                 |                 |                 |                 |            |   |            |            |
|  | Lazio               | AZ Alkmaar       | 0                | 2                | 2 (4) | 1           | 1                | 2                |                  |                  |  |            |                 |                 |                 |                 |            |   |            |            |
|  | Lazio               |                  |                  |                  |       | 1           | 1                | 2                |                  |                  |  |            |                 |                 |                 |                 |            |   |            |            |
|  | AZ Alkmaar          | 2                | 2                | 4                |       |             |                  |                  |                  |                  |  |            |                 |                 |                 |                 |            |   |            |            |

### Oitavas de final
| Equipe 1         | Total       | Equipe 2            | 1.º jogo | 2.º jogo |
| ---------------- | ----------- | ------------------- | -------- | -------- |
| AEK Larnaca      | 0–6         | West Ham            | 0−2      | 0–4      |
| Fiorentina       | 5–1         | Sivasspor           | 1−0      | 4–1      |
| Lazio            | 2–4         | AZ Alkmaar          | 1−2      | 1–2      |
| Lech Poznań      | 5–0         | Djurgårdens IF      | 2−0      | 3–0      |
| Basel            | 4–4 (4–1 p) | Slovan Bratislava   | 2−2      | 2–2      |
| Sheriff Tiraspol | 1–4         | Nice                | 0−1      | 1–3      |
| Anderlecht       | 2–1         | Villarreal          | 1−1      | 1–0      |
| Gent             | 2–5         | İstanbul Başakşehir | 1−1      | 4–1      |

### Quartas de Final
| Equipe 1    | Total       | Equipe 2   | 1.º jogo | 2.º jogo  |
| ----------- | ----------- | ---------- | -------- | --------- |
| Lech Poznań | 4−6         | Fiorentina | 1−4      | 3–2       |
| West Ham    | 5–2         | Gent       | 1−1      | 4–1       |
| Basel       | 4–3         | Nice       | 2−2      | 2–1 (pro) |
| Anderlecht  | 2−2 (1−4 p) | AZ Alkmaar | 2−0      | 0–2       |

### Semifinal
| Equipe 1   | Total | Equipe 2   | 1.º jogo | 2.º jogo  |
| ---------- | ----- | ---------- | -------- | --------- |
| West Ham   | 3–1   | AZ Alkmaar | 2–1      | 1–0       |
| Fiorentina | 4−3   | Basel      | 1–2      | 3–1 (pro) |

### Final
A final foi disputada em 7 de junho de 2023 no Estádio Sinobo, em Praga . Foi realizado um sorteio a 17 de março de 2023, após os sorteios dos quartos-de-final e das meias-finais, para determinar a equipa "da casa" para efeitos administrativos. 
| 7 de junho de 2023 | Fiorentina      | 1 – 2 | West Ham                       | Estádio Sinobo, Praga                                |
| 21:00 (UTC+2)      | Bonaventura 67' |       | Benrahma 62' (pen) · Bowen 90' | Público: 17 363 Árbitro: ESP Carlos del Cerro Grande |